# Abai (tỉnh)
Tỉnh Abai (tiếng Kazakh: Абай облысы, [ɑbɑj ɔbɫəsɯ], tiếng Nga: Абайская область) là một tỉnh của Kazakhstan. Tổng thống Kassym-Jomart Tokayev công bố vào ngày 16 tháng 3 năm 2022 rằng sẽ thành lập tỉnh. Tỉnh được tách ra từ tỉnh Đông Kazakhstan khi dự luật của Tokayev có hiệu lực vào ngày 8 tháng 6 năm 2022. Trung tâm hành chính của tỉnh Abai là Semey. Ranh giới của tỉnh Abai gần tương ứng với tỉnh cũ Semipalatinsk bị giải thể vào năm 1997 khi được sáp nhập vào tỉnh Đông Kazakhstan.
Tỉnh Abai được đặt tên theo aqyn nổi tiếng người Kazakh Abai Qunanbaiuly, ông sinh ra rại khu vực nay thuộc tỉnh Abai.